# Patio Bullrich

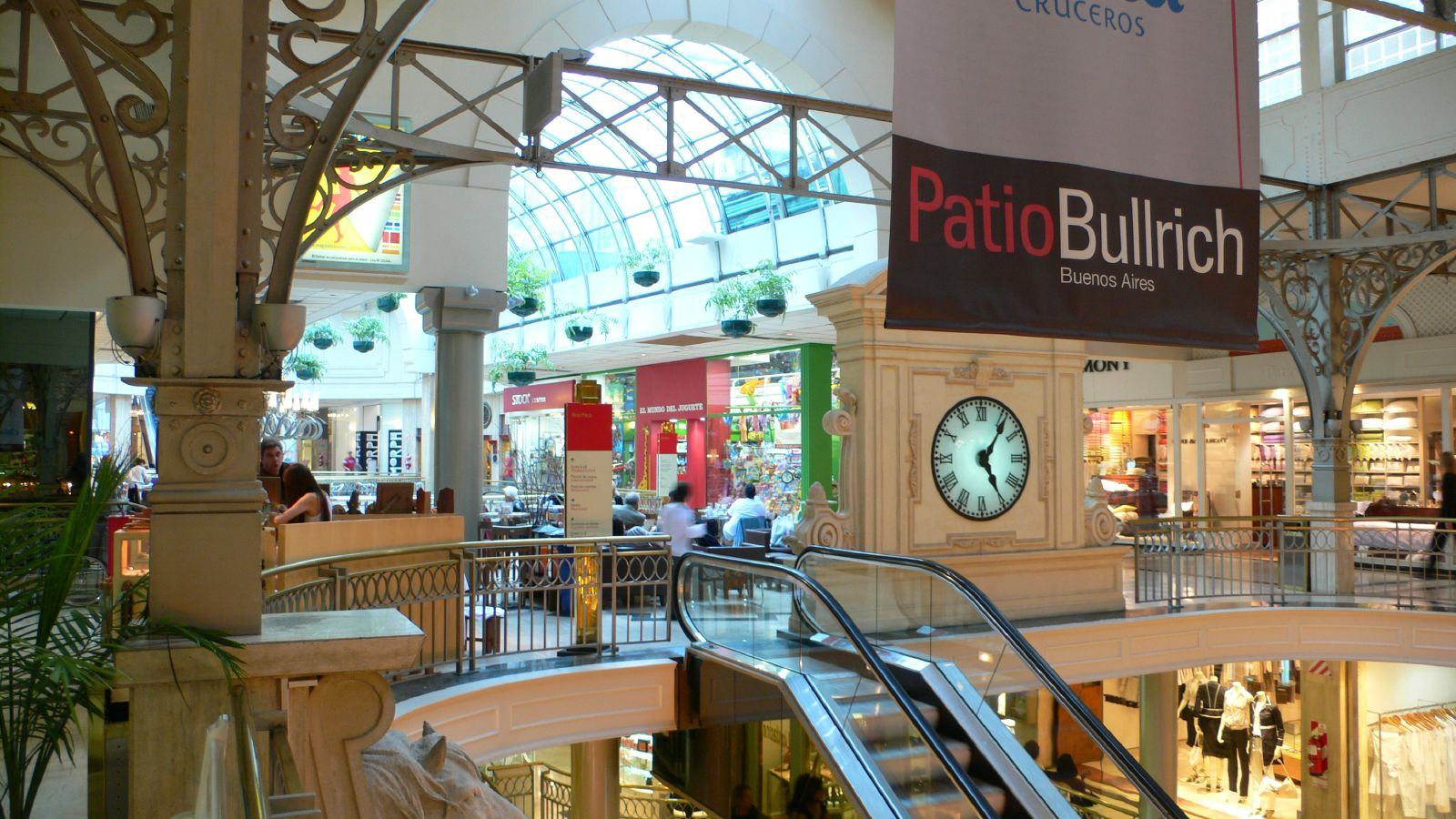
Interior de la galería.

Patio Bullrich es un centro comercial en el barrio de Retiro, Buenos Aires, Argentina. Fue el primer centro comercial de la Ciudad Autónoma de Buenos Aires, inaugurado el 15 de septiembre de 1988.[cita requerida] Se encuentra ubicado en Avenida del Libertador N.º 750 en una zona privilegiada de la ciudad ya que, además de ser una de las zonas más pobladas y distinguidas, se encuentra rodeado de prestigiosos hoteles y embajadas con una arquitectura de estilo francés de finales del siglo XIX y principios del siglo XX.

## Historia
La familia Bullrich procedía de Hamburgo, Alemania. Don Augusto Bullrich nació en Berlín y fue un mercenario al servicio del Imperio del Brasil, combatiendo contra los argentinos en la Batalla de Ituzaingó, en donde fue capturado. Su hijo mayor Adolfo Jorge Bullrich, nació en Buenos Aires en 1833 y a los ocho años de edad su padre lo envía a Alemania a estudiar. De regreso en Buenos Aires consolida su posición económica y social llegando a ser Intendente de la Ciudad de Buenos Aires entre 1898 y 1902, durante el gobierno del Presidente Julio A. Roca. Se lo considera uno de los impulsores de importantes mejoras urbanas (tranvía eléctrico, iluminación eléctrica, pavimentación de calles, embellecimiento de parques y del Jardín Zoológico, etc.). En 1867 funda la casa de subastas Adolfo Bullrich y Cia. Durante más de un siglo, la tradicional “Casa Bullrich” realizó las principales subastas de la ciudad: grandes campeones de la ganadería, obras de arte, alhajas, esculturas, barcos, carrozas, mobiliario firmado, armas, pertenecientes a personajes famosos o de alto poder adquisitivo de la época. También debemos dejar constancia que se realizó la entrega de Indios y Chinas, previa publicación en los periódicos de la época, a las familias de Bueno Aires que lo solicitaran, para que realicen labores de limpieza o trabajos en los campos. Indios sobrevivientes de la famosa Campañas del desierto del General Roca y previo hacinamiento en campos de concentración, fueron trasladados a la ciudad para su reparto a modo de esclavos a dichas familias. La primera Casa de subastas Bullrich estaba situada en la Recova Nueva, calle de la Victoria 90, entre Defensa y Bolívar. Pero la continua expansión de la actividad obliga a estos empresarios a trasladarse a la calle Leandro N. Alem 950 (hoy Avenida del Libertador 750), a un edificio de estilo neo-clásico inglés diseñado por el arquitecto Juan Waldorp. En la década de los sesenta adquieren el solar de la calle Posadas 1245, uniéndolo al anterior, logrando así salida hacia la misma. Sobre la puerta principal del edificio (avenida Libertador), se encontraban salas de estar, salones destinados a la venta de muebles, la biblioteca de la Casa Bullrich, y en la parte posterior, hasta la mitad de la manzana, el patio de subastas propiamente dicho, ocupando casi dos tercios del terreno. Este patio de subastas era una estructura de hierro y vidrio, arquitectura característica de fines del siglo XIX y principios del XX utilizada en los mercados de abastos. Diez años más tarde, la Casa de subastas Bullrich cierra sus puertas, comprando el edificio los ingenieros Maccarone en 1982.
Tras analizar distintos proyectos se decide rehabilitar los edificios para abrir el primer centro comercial de la ciudad de Buenos Aires. La obra fue realizada en 1988 por la empresa ingenieros Macarone S. A., proyectada por el estudio de arquitectura Juan Carlos López y Asociados y comercializada por Aranalfe S. A. y Fibesa S. A. Patio Bullrich Shopping surge, por tanto, de la remodelación y refuncionalización de los dos edificios de la antigua Casa Bullrich: el primero ubicado en avenida Libertador 750, con una fachada de estilo neoclásico y una arquería en planta baja que se corresponde con aberturas de ventanas de forma rectangular en el piso superior, el patio de remates propiamente dicho, y el segundo, un edificio de hormigón ubicado en la parte posterior del anterior, con entrada por la calle Posadas 1245.
El paseo de compras quedó constituido como un pasaje que atraviesa la manzana, uniendo la Av. del Libertador con la calle Posadas. Debido a la fuerte pendiente del terreno en la costa del Río de la Plata los accesos al centro comercial en una y otra calle se encuentran en dos niveles diferentes. Con su inauguración en 1988, el centro comercial se mantuvo en funcionamiento y bajo la administración del grupo Macarone hasta el 15 de julio de 1998, cuando IRSA compró la totalidad del centro comercial por 72,3 millones de dólares.

## Ubicación
El centro comercial se encuentra a la altura de las calles Posadas 1245 (entrada Oeste) y Av Libertador 750 (Entrada Este), entre las calles Libertad (Sur) y Montevideo (Norte). El edificio se encuentra en el barrio de Retiro, aunque por estar en el límite del barrio de Recoleta la gente tiende a pensar que es parte de este. El mall se encuentra rodeado de embajadas y edificios diplomáticos de distintos países, además de lujosos hoteles de cadenas internacionales como Sofitel (frente al ingreso de calle Posadas), Four Seasons Hotel (a dos cuadras de distancia), Palacio Duhau (Park Hyatt Buenos Aires), entre otros.
Está ubicado en una zona de fácil acceso vehicular, por vías rápidas como las avenidas Libertador, la autopista Arturo Illia, desde el norte de la ciudad, y la Avenida 9 de Julio, desde el sur y el oeste. Se accede a la zona por siete líneas de autobuses urbanos y, a 500 metros, se encuentran la terminal de tren de Retiro. Pero el grueso de los visitantes llega en vehículo privado, caminando desde los hoteles próximos o viviendas cercanas o bien mediante un servicio de transporte privado.

## Arquitectura

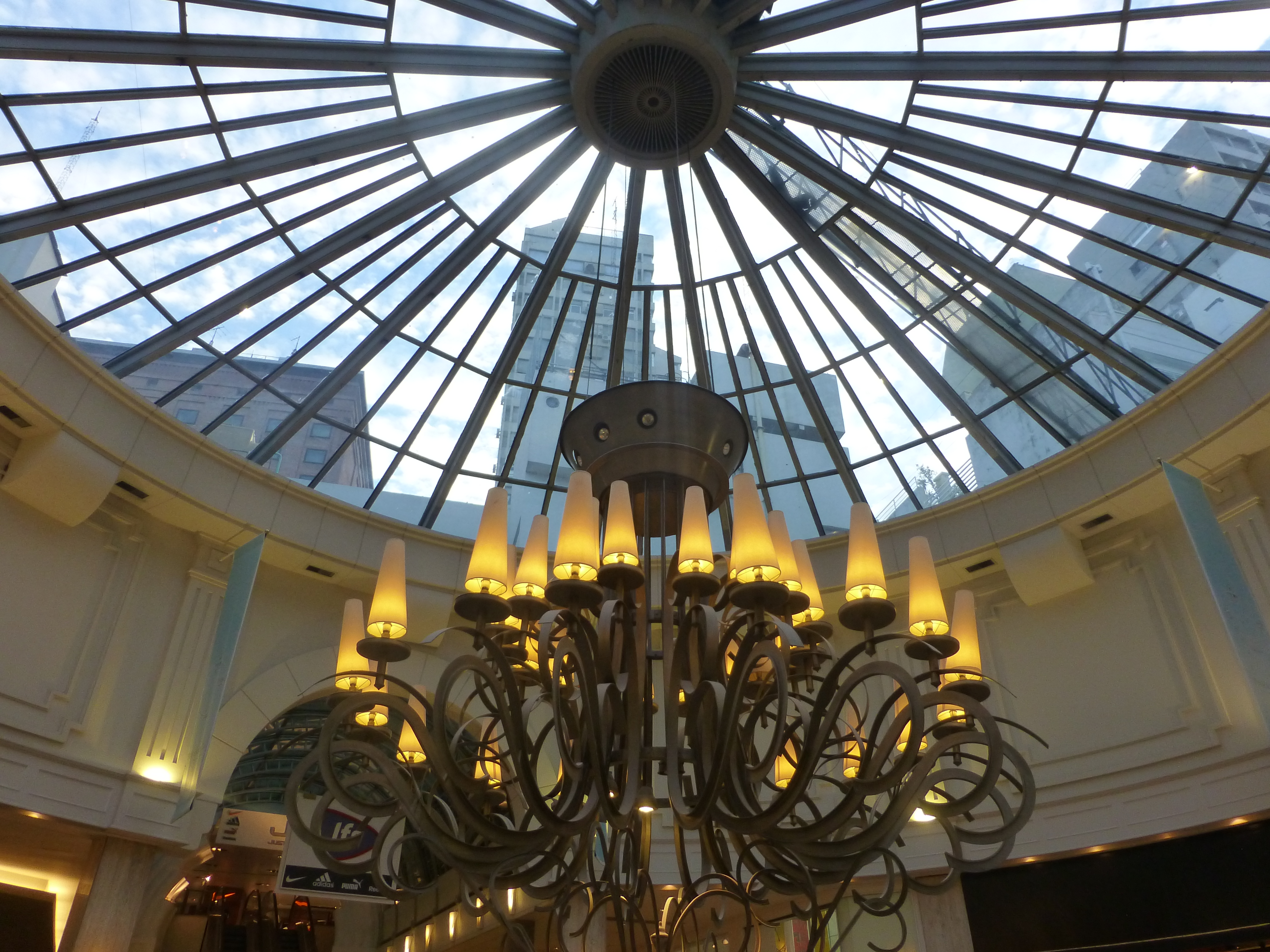
Araña y cúpula del tercer piso.

El proceso de conexión y remodelación de las dos parcelas fue complejo. El patio de remates solo tenía una planta baja y se tuvo que modificar: se crearon dos nuevas plantas con una distribución lineal extendiéndose desde el sector Libertador al sector Posadas. Otra dificultad a salvar fueron los 3,4 metros de desnivel existentes entre la calle Posadas y la avenida del Libertador. Para aprovecharlo, la entrada por Libertador tiene unas pequeñas escaleras de estilo neoclásico que se dirigen unas hacia el nivel Posadas y las otras hacia el nivel Libertador, si bien el centro comercial tiene prácticamente dos plantas bajas, una por Libertador y otra por Posadas, en la organización y distribución de plantas el Nivel Libertador se lo considera "entre piso". En el interior se construyó una rotonda permitiendo la unión de ambos predios y resolviendo el desnivel existente.
Las fachadas de ambos edificios han permanecido casi intactas. A la de avenida del Libertador se le ha agregado, en la parte superior, una estructura acristalada en tono oscuro con una amplia cornisa para lograr una altura más. Y la fachada del viejo edificio de la calle Posadas se ha reformulado, intercalándose planos de cristal oscuro, el mismo que en la fachada de Libertador. En 1995 los propietarios del centro comercial adquieren el predio contiguo sobre la calle Posadas, de ochocientos metros cuadrados, unificando las fachadas mediante una cornisa/cenefa y un muro acristalado transparente con planos opacos que permiten ver, a modo de escaparate, las actividades del centro comercial. Se amplió el sector y se generaron dos plantas superiores totalmente integradas al espacio preexistente, donde hoy funcionan cuatro salas de cine, más adelante se agregaron otros dos pisos más en el extremo de Posadas, donde hoy día se ubica un gimnasio (tercer nivel) y la administración del centro comercial (4.º nivel).
La fachada sobre la avenida mantiene su disposición general: la tradicional recova del edificio recuperado, constituida por siete arcos sobre los cuales descansa el cuerpo superior avanzado que cubre la vereda. La resolución es de un academicismo sumamente austero; los dos módulos de los extremos cierran la composición con la presencia de sendos frontis triangulares y un almohadillado más acusado que en el resto. Una balaustrada recorre el remate del edificio original, a partir del cual se realizó la ampliación de 1988. La resolución de la nueva fachada sobre la calle Posadas corresponde a los principios expresivos de fines del XX, al igual que la ampliación sobre la Av. del Libertador.
Patio Bullrich tiene una superficie cubierta de 28.982,61 m². De esta, corresponden al aparcamiento 4.825 m² con 215 plazas interiores. La superficie bruta alquilable (SBL) es de 11.615,36 m², de los que corresponden 1.444,77 m² al área de juegos infantiles, 1.601,88 m² a cines y 8.568,71 m² a locales comerciales. El número de locales asciende a ciento nueve, incluyendo los destinados a restauración. Todos los locales son propiedad del centro comercial. Posee también una amplia zona de restauración con capacidad para ochocientas personas. La afluencia mensual de público es de 470.000 personas.

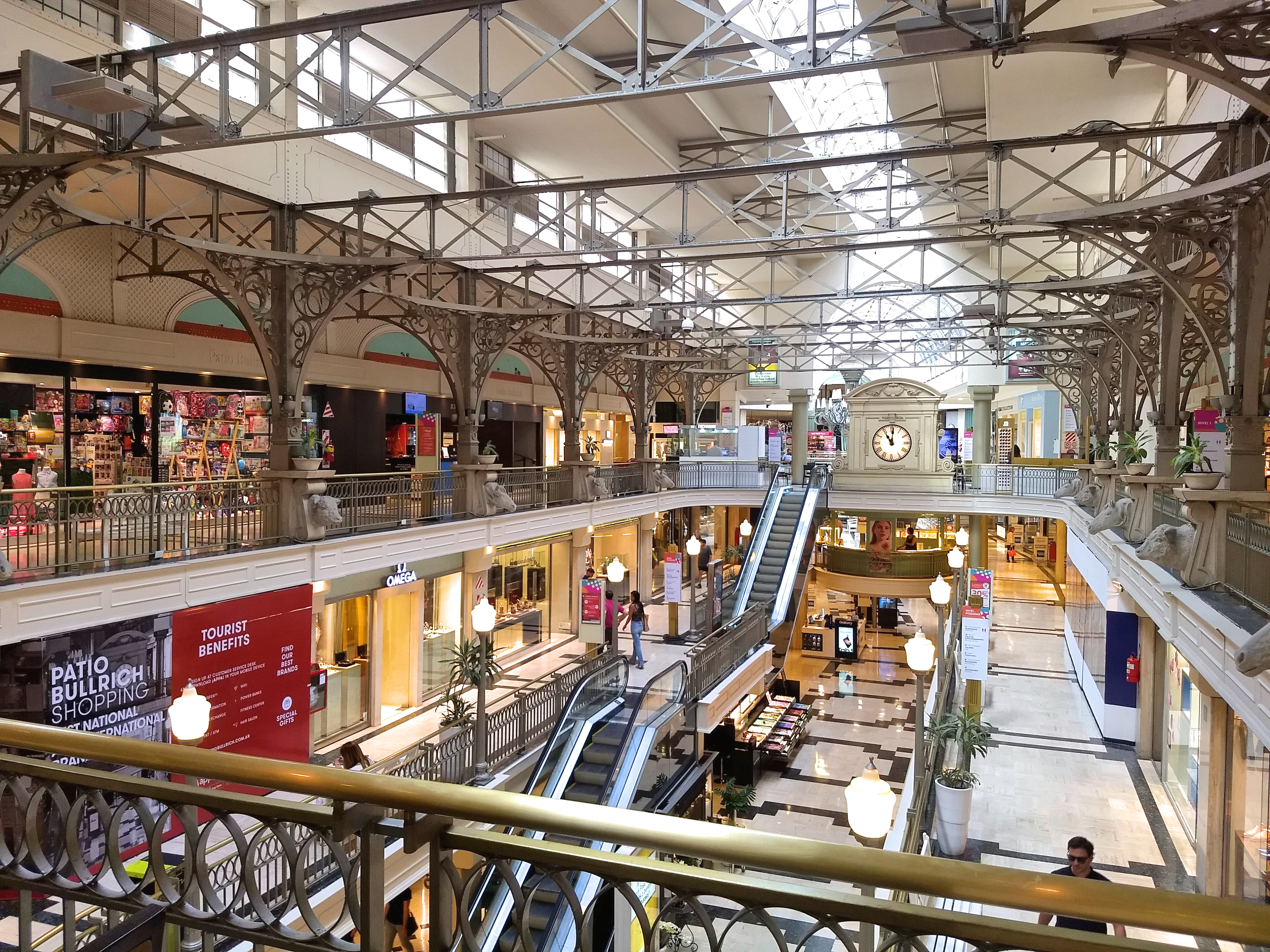
Vista desde el primer nivel en el extremo este del mall. Se puede observar el nivel 0 (posadas) y abajo del mismo se ve el nivel entre pisos (nivel libertador).

### Espacialidad
En el interior del mall se presenta un vacío de importante ancho que, utilizando la altura total del edificio, ocupa la parte central de las plantas. La estructura metálica del edificio original ha sido mantenida a la vista y puesta en valor y, actualmente, la cubierta tiene sectores con piezas que permiten el paso de la luz exterior. En uno de los sectores de la ampliación, el más próximo a la calle Posadas, también se instaló una cubierta trasparente abovedada. La iluminación cenital natural del interior es una constante a lo largo del día en el espacio de circulación, lo cual, junto al diseño en la altura, otorgan una sensación de amplitud, aún más de la que realmente tiene.
Los elementos decorativos originales preservados son el gran reloj que presidía el antiguo patio de subastas Bullrich (aunque ha variado su ubicación a lo largo de los años); las esculturas que reproducen las cabezas de ganado, que fueron trasladadas y modificados sus apoyos; la estructura de hierro original solo se puede observar en el techo y las columnas ubicadas encima del primer piso, quedando esas mismas columnas pero en las plantas inferiores recubiertas por mármoles, cemento o formando parte de las propias paredes de los locales comerciales.
Internamente los accesos entre las plantas se realizan por medio de ascensores y escaleras de obra, metálicas (ubicadas sobre el sector Posadas) y mecánicas. No hay ascensores panorámicos ni vidriados. Los suelos son de mármol travertino beige combinado con 'cordieritita', una roca 'granítica' única a nivel mundial, de extraordinaria belleza y alto valor científico. Las paredes están revestidas en este mismo mármol al igual que las columnas; algunas, en la zona de restauración, son de bronce. El logo “Patio Bullrich” es rojo y negro. Los balcones que asoman al patio central tienen barandillas de bronce y hierro pintado. Los elementos de la naturaleza que se encuentran son la abundante entrada de luz natural y algunas jardineras con plantas verdes aisladas sobre los laterales de los pasillos.